# 松原隆二
松原 隆二（まつばら りゅうじ、6月23日生）は、日本のシンガーソングライター、音楽家、作詞家、作曲家、アレンジャー、ラジオパーソナリティー。東京都東久留米市出身。身長175cm、血液型A型。株式会社コンビクション(甲府コンビクション)代表取締役　松原隆二　株式会社エフォーツハウス代表取締役

## 来歴
堀越高校時代は、野球部として第70回全国高等学校野球選手権大会に出場している。監督は広島商業元監督の桑原秀範。後輩には、原　英則、山本幸正、野村克則や井端弘和、岩隈久志などがいる。
音楽家としては、音楽祭BANDREAM04にて全国445バンド参加した大会でグランプリを受賞。eco japan cup（エコジャパンカップ)では環境を考える音楽でエントリーする。音楽制作会社(株)コンビクションの代表取締役、音楽制作事務所株式会社effortshouseプロデューサー兼、代表取締役、芸能プロダクションアフレッシュ音楽プロデューサーを務める。
2011年11月3日 銀座で行われた、アジアの美女達を一同に集めた「The Supermodel Asian Beauty Contest 2011」本大会にて楽曲提供。
2015年7月15日関東甲信越規模で行われたミス・ステージクイーンコンテストのテーマソング、イベントプロデュースを行う。
2013年6月7月8月にはアーティストのキーボードリストとして東京国際フォーラム、大阪オリックス劇場、名古屋センチュリーホールのステージでLIVEを行なう。数々のアーティストに楽曲提供を提供。
音楽家としてだけでなく、ラジオのパーソナリティー 山梨放送、エフエム富士、エフエム甲府としても16年間のキャリアがある。また音楽雑誌の連載や情報誌の連載音楽舞台制作などマルチに活動。2020年3月12日に開催されたBEST OF MISS山梨大会の舞台監督・会場音楽を手掛け演出をする。数々のメジャーアーティストのミュージシャンとしてカウントダウンジャパンにも３回ほど出演。

## テレビ出演番組
- 電波少年的放送局(2002年4月1日 - 2003年6月30日)
- Break Out (1996年10月 - 2001年12月)
- テレビ埼玉ミッドナイトデパーチャー
- ミュージックブレイク(2009年10月 - 11月)
- HOT WAVE
- YBSぷるるんないと
- 1億人の富士山（2001年4月 - 2004年3月)
- 山梨音楽の旋風　優歩道特集(2000年6月)
- 山梨音楽の旋風　松原隆二特集(2002年2月)
- The Supermodel Asian Beauty Contest 2011　フジテレビスーパーニュース(2011年11)
- ニコニコ動画生放送(2011年11)
- 日本テレビ　バズリズムに出演

## ラジオ出演番組
- 全国ミニストップ店内放送アーティスト紹介(2006年)
- FM甲府レギュラー番組ミュージックフリーク毎週木曜日1997年～
- FM甲府レギュラー番組ミュージックフリーク毎週木曜日BEEROCK
- エフエム富士　櫻井翔のSHOBEAT（2002年10月5日 - 2008年3月30日）ゲスト出演
- エフエム富士RADIO SPARK CONVICTION シーズン1 2010年1月1日～2010年4月30日
- エフエム富士RADIO SPARK CONVICTION シーズン2 2011年1月2日放送開始。
- エフエム富士RADIO SPARK CONVICTION シーズン2 2011年6月30日特別番組放送
- エフエム富士RADIO SPARK CONVICTION シーズン3 2013年9月 3日放送開始。

## 音楽制作
- ブルーム・オブ・ユース
- 中森明菜
- ブラザーコーン
- ヴィーナス
- モンデスキッド
- 恋愛信号
- 徳山秀典
- 春名るな
- ムーンチャイルド
- ゆうほどう
- intense cell division
- PeaPonTail
- 清水啓介
- ツカダコージ
- 小倉浩二
- ミス・ステージクイーンコンテストテーマソング

## CD

### 松原隆二
- 教えてよね
- 守ってあげる
- To you

### ゆうほどう
シングル
- 八月生まれ
- 甲州街道

アルバム
- 届きそうな気がして
- 声
- 何やってんだ
- セルフィッシュ

### full for words
- 彩愛
- film
- work of dreams

### 清水啓介
シングル
- lettars　to you
- you&i

## プロモーションビデオ
- 中森明菜「とまどい」(パパラッチ役)
- 松原隆二「桜並木」
- 松原隆二「To You」
- full for words「大丈夫」
- full for words「film」

## 雑誌
- MUSIC'UPS(コラム連載)
- 山梨コアマガジン(コラム連載)
- メデッタ(コラム連載)
- juseマガジン(記事連載)
- トレジャーマガジン(記事連載)
- トレジャーマガジン関東版(記事連載)
- 吟味(記事連載)
- 山梨学生マガジンSPARK(連載記事)

## 新聞
- 山梨日日新聞(記事掲載)
- 日刊スポーツ新聞